# Hoplostines
Hoplostines là một chi bọ cánh cứng trong họ Chrysomelidae.
Chi này được miêu tả khoa học năm 1890 bởi Blackburn.

## Các loài
Các loài trong chi này gồm:
- Hoplostines elegans (Blackburn, 1890)
- Hoplostines laporteae (Weise, 1923)
- Hoplostines mastersi (Blackburn, 1896)